# Lemon c. Kurtzman
Lemon c. Kurtzman, 403 US 602 (1971), est un arrêt de la Cour suprême des États-Unis. La Cour statue par 8 voix contre aucune que la loi de l'État de Pennsylvanie sur l'éducation élémentaire et secondaire non publique (représentée par David Kurtzman) de 1968 est inconstitutionnelle et par 8 voix contre 1 que la loi de l'État de Rhode Island sur le supplément de salaire de 1969 est inconstitutionnelle, violant la clause d'établissement du premier amendement. Les lois permettaient au Surintendant des écoles publiques de l'État (proche d'un ministre de l'enseignement) de rembourser aux écoles privées (principalement catholiques) les salaires des enseignants qui enseignaient dans ces écoles élémentaires privées à partir de manuels publics et de matériel pédagogique public.

## TestLemon
La Cour applique pour la première fois un test à trois volets, qui passera à la postérité sous le nom de test Lemon (du nom du plaignant principal Alton Lemon), pour décider si les lois de l'État violaient la clause d'établissement,,.
Les clauses dites « religieuses » se trouvent au début du texte du Premier amendement de la Constitution des États-Unis. Elles se lisent ainsi :
« Congress shall make no law respecting an establishment of religion, or prohibiting the free exercise thereof; »
« Le Congrès n'adoptera aucune loi relative à l'établissement d'une religion, ou à l'interdiction de son libre exercice ; »
La Cour a jugé que la clause d'établissement (première partie de la phrase, avant la virgule) exigeait qu'une loi satisfasse à toutes les conditions d'un test à trois volets : 
- Le « volet finalité » (en anglais : purpose prong) : la loi doit avoir une finalité législative séculière (ou laïque, en anglais : secular) ;
- Le « volet effet » (en anglais : effect prong) : la loi ne doit pas avoir comme objectif premier ou principal la promotion ou l'entrave à une quelconque religion ;
- Le « volet de l'enchevêtrement » (en anglais : entaglement prong) : la loi ne doit pas résulter en un « enchevêtrement excessif du gouvernement » avec la matière religieuse.

Dans l'arrêt Wallace c. Jaffree de 1985, la Cour suprême a jugé que les volets de l’effet et de l'enchevêtrement n’ont pas besoin d’être examinés si la loi en question n’a pas de finalité séculière évidente. Dans l'arrêt Corporation of President Bishop of Church of Jesus Christ of Latter-day Saints v. Amos (1987), la Cour suprême a décidé que l'exigence du volet finalité ne signifiait pas que l'objectif d'une loi devait être sans rapport avec la religion, car cela équivaudrait à une exigence, selon les termes de l'arrêt Zorach v. Clauson (1952), « que le gouvernement fasse preuve d'une indifférence cruelle envers les groupes religieux ». Selon la Cour « l'exigence de "finalité" de Lemon vise à empêcher les pouvoirs publics – en l'occurrence le Congrès – d'abandonner sa neutralité et d'agir avec l'intention de promouvoir un point de vue particulier en matière religieuse ». La Cour suprême a également expliqué dans l'arrêt McCreary County c. American Civil Liberties Union (2005) que « lorsque le gouvernement agit dans le but ostensible et prédominant de promouvoir une religion, il viole la valeur fondamentale de la neutralité religieuse officielle prévue par la clause d'établissement, car il n'y a pas de neutralité lorsque l'objectif ostensible du gouvernement est de prendre parti ».
La loi en cause dans l'affaire Lemon disposait que « les enseignants éligibles doivent enseigner uniquement les cours proposés dans les écoles publiques, en utilisant uniquement le matériel utilisé dans ces écoles, et doivent s'engager à ne pas donner de cours de religion ». Pourtant, un panel de trois juges a constaté que 25 % des élèves du primaire de l'État fréquentaient des écoles privées, environ 95 % d'entre eux fréquentaient des écoles catholiques, et que les seuls bénéficiaires de cette loi étaient 250 enseignants d'écoles catholiques.
La Cour a jugé que le système scolaire paroissial était « une partie intégrante de la mission religieuse de l'Église catholique » et a jugé que la loi favorisait « un enchevêtrement excessif » entre le gouvernement et la religion, violant ainsi la clause d'établissement.
« Held: Both statutes are unconstitutional under the Religion Clauses of the First Amendment, as the cumulative impact of the entire relationship arising under the statutes involves excessive entanglement between government and religion. »
« Décide : les deux lois sont inconstitutionnelle en vertu des clauses religieuses du Premier amendement, en ce que l'impact cumulé de l'entière relation naissant en application desdites lois implique un enchevêtrement excessif entre le gouvernement et la religion. »

### Modification par l'arrêtAgostini c. Felton
Le test Lemon a été modifié, selon le First Amendment Center, dans l'affaire Agostini c. Felton de 1997 dans laquelle la Cour suprême a combiné le volet de l'effet et le volet de l'enchevêtrement. Le test se composait désormais d'un volet finalité et d'un volet effet modifié. Comme le souligne le First Amendment Center, « la Cour dans l'affaire Agostini a identifié trois critères principaux pour déterminer si une action gouvernementale a pour effet principal de promouvoir la religion : 1) l'endoctrinement gouvernemental 2) la définition des bénéficiaires des prestations gouvernementales en fonction de la religion, et 3) l'enchevêtrement excessif entre le gouvernement et la religion ».

## Utilisation ultérieure
Des juges conservateurs, tels que Clarence Thomas et Antonin Scalia, ont critiqué l’application du test Lemon. Le juge Scalia a comparé le test à une « goule dans un film d'horreur de fin de soirée » dans l'affaire Lamb's Chapel c. Center Moriches Union Free School District (1993).
La Cour suprême a appliqué le test Lemon dans Santa Fe Independent School Dist. v. Doe (2000), tandis que dans l'affaire McCreary County v. American Civil Liberties Union (2005), la Cour n'a pas abandonner le test, alors même que le demandeur l'y exhortait.
Le test était également au cœur de l'affaire Kitzmiller c. Dover, une affaire concernant le dessein intelligent de 2005 devant le Tribunal fédéral pour le district central de Pennsylvanie.
La Cour d'appel fédérale du quatrième circuit a appliqué le test dans l'affaire Int'l Refugee Assistance Project v. Trump (2017) confirmant une injonction préliminaire contre le décret du président Donald Trump interdisant l'immigration en provenance de certains pays à majorité musulmane.
Dans des opinions concurrentes dans l'affaire The American Legion v. American Humanist Association (2019), certains des juges les plus conservateurs de la Cour suprême ont vivement critiqué le test Lemon. Le juge Samuel Alito a déclaré que le test présentait des « défauts » et que « à mesure que des affaires de clause d'établissement impliquant un large éventail de lois et de pratiques étaient portées devant la Cour, il devenait de plus en plus évident que le test Lemon ne pouvait les résoudre ». Le juge Brett Kavanaugh a noté que la Cour « n'applique plus l'ancien test formulé dans l'affaire Lemon c. Kurtzman » et a déclaré que « les décisions de la Cour sur plusieurs décennies démontrent que le test Lemon n'est pas une bonne règle de droit et ne s'applique pas aux affaires de clause d'établissement ». Bien que la Cour n'ait pas renversé l'arrêt Lemon c. Kurtzman dans l'affaire American Legion c. American Humanist Association, le juge Thomas a déclaré qu'il « passerait à la prochaine étape logique et mettrait un terme au test Lemon dans tous les contextes » car « le test Lemon n'est pas une bonne règle de droit ». De plus, le juge Neil Gorsuch a qualifié l'affaire Lemon c. Kurtzman de « mésaventure » et a affirmé qu'elle avait maintenant été « classée » par la Cour. La juge Elena Kagan a quant à elle défendu le test Lemon, déclarant que « bien que je convienne qu'une application rigide du test Lemon ne résout pas tous les problèmes liés à la clause d'établissement, je pense que l'accent mis par ce test sur les finalités et les effets est crucial pour évaluer l'action gouvernementale dans ce domaine, comme le montre la présente affaire ».
Dans l'arrêt Kennedy c. Bremerton School District (2022), l'opinion majoritaire rédigée par Neil Gorsuch n'a pas explicitement renversé Lemon, mais a demandé aux juridictions inférieures de ne pas tenir compte de Lemon au profit d'une nouvelle norme d'évaluation des actions religieuses dans une école publique. Dans Groff c. DeJoy, 600 U.S.  447 (2023), une arrêt rendu à l'unanimité par la Cour, le juge Alito a décrit l'affaire Lemon c. Kurtzman, et partant le test Lemon, comme « désormais abrogé ».

## Voir également
- Test Sherbert
- Test d'approbation
- Lee c. Weisman (1992)
- Kitzmiller c. Dover Area School District (MD Pa. 2005)
- Summers c. Adams (DSC 2009)